# روبرت غراهام (لاعب كريكت)
روبرت غراهام (16 سبتمبر 1877 - 21 أبريل 1946) (بالإنجليزية: Robert Graham)‏ هو لاعب كريكت جنوب أفريقي. شارك مع منتخب جنوب أفريقيا الوطني للكريكت.

## وصلات خارجية
- روبرت غراهام على موقع إي آس بي آن كريك إنفو (الإنجليزية)